# Матилда (Саарбрюкен)
Вижте пояснителната страница за други личности с името Матилда.
Матилда фон Саарбрюкен (на немски: Mathilde von Saarbrücken; † 30 август 1276) от род Валрамиди е графиня на Саарбрюкен (1271 – 1276) и чрез чрез женитби господарка на Комерси и Монфокон.

## Произход и наследство
Тя е втората дъщеря на граф Симон III фон Саарбрюкен († 1235/1240) и съпругата му Лаурета от Лотарингия, дъщеря на херцог Фридрих II от Лотарингия († 1213) от фамилията Дом Шатеноа и Агнес от Бар († 1226).
През 1270 г. Матилда наследява Графство Саарбрюкен от сестра си Лаурета. Тя умира на 30 август 1276 г. и е погребана в Безансон, Сен-Етиен.

## Фамилия
Първи брак: със Симон II, господар на Комерси († пр. декември 1248), син на Гаучер I, господар на Комерси († 1246) и съпругата му Агнес де Фувент († сл. 1248). Те имат децата:
- Симон IV († 1308), господар на Комерси, граф на Саарбрюкен (1276 – 1308), женен I. за Маргерите де Бройес († 1270), II. сл. 1270 г. за Матилде де Сексфонтен
- Фери/Фридрих († сл. 1259), господар на Комерси
- Жак, клерик
- Лаурета († 3 октомври 1275/5 октомври 1276), омъжена 1258 г. за Жан I де Шалон господар на Сален, граф на Бургундия (1190 – 1267), родители на Хуго Глухи († 1312), епископ на Лиеж (1295 – 1301), архиепископ на Безансон (1301 – 1312)

Втори брак: пр. декември 1248 г. с Амадей, господар на Монфокон († 15 януари 1280), син на Рихард III де Монфокон († 1227) и втората му съпруга графиня Агнес Бургундска († 1223). Той става граф на Саарбрюкен. Те имат децата:
- Жан I († септември 1306), господар на Монфокон, женен I. за Маргерите дьо Шатовилен († 1297), II. за Изабела дьо Мелун († 1361)
- Готиер II († май 1309), господар на Монфокон, женен за Махаут де Шосен († 1329/1330)
- Рихард († 5 Аугуст 1277), капитулар в Безансон
- Агнес († 19 Ауг 1278), омъжена на 16 септември 1271 г. или ок. 1250 г. за Аймон III граф на Женева († 18 ноември 1280).